# Hypocoena
Hypocoena là một chi bướm đêm thuộc họ Noctuidae.

## Các loài
- Hypocoena basistriga (McDunnough, 1933)
- Hypocoena inquinata (Guenée, 1852)
- Hypocoena rufostrigata (Packard, 1867)
- Hypocoena sofiae (Mustelin, 2006)
- Hypocoena stigmatica (Eversmann, 1855)

## Recent taxonomic changes
- Hypocoena enervata is now Photedes enervata (Guenée, 1852)
- Hypocoena defecta is now Photedes defecta (Grote, 1874)

Hypocoena orphnina hiện tại được coi là đồng nghĩa của Hypocoena enervata. Hypocoena variana hiện tại được coi là đồng nghĩa của Hypocoena inquinata.